# Кругляки
Кругляки (також Круглики)  — колишній, нині не існуючий хутір на півн.-зах. стороні неподалік від Козельця (Чернігівська область).

## З історії
За описом Київського намісництва 1781 року хутір Круглики належав до Козелецької сотні Київського полку. На той час хутір налічував 6 хат виборних козаків. За описом Київського намісництва 1787 р. на хуторі проживало 19 душ, він був у власності козаків.
Зі скасуванням козацького полкового устрою, хутір перейшов до складу Козелецького повіту Київського намісництва.
Від початку XIX ст. хутір уже в складі Козелецького повіту Чернігівської губернії.
1924 - 12 хат, 57 жит[джерело?].
Станом на 1946 рік разом із селами Білейки, Кривицьке, Опеньки і Шами хутір Кругляки входив до складу Білейківської сільської ради Козелецького району.